# 로베르토 체로
로베르토 에우헤니오 체로(스페인어: Roberto Eugenio Cherro, 1907년 2월 23일~1965년 10월 11일)는 아르헨티나의 축구 선수로 포지션은 공격수이다. 보카 주니어스에서 대부분의 경력을 보냈으며 305경기에 출전하여 221골을 넣으며 2010년에 마르틴 팔레르모가 갱신하기 전까지 보카 주니어스 최다 득점 기록을 보유했다.
아르헨티나 대표팀 소속으로 1928년 하계 올림픽 축구 종목에서 은메달을 획득했으며, 초대 월드컵 대회인 1930년 FIFA 월드컵에서 준우승을 차지했다.

## 수상
보카 주니어스
- 아르헨티나 프리메라 디비시온 : 우승(1926, 1930, 1931, 1934, 1935) 준우승(1927, 1928, 1929, 1933)
- 코파 에스티물로 : 우승(1926)

 아르헨티나
- 월드컵 : 준우승 (1930)
- 올림픽 : 은메달 (1928)
- 남아메리카 선수권 대회 : 우승(1929, 1937) 준우승(1926)

개인
- 아르헨티나 프리메라 디비시온 득점왕(1926, 1928, 1930)